# Rolighed (Østerbro)
 For alternative betydninger, se Rolighed. (Se også artikler, som begynder med Rolighed)
Rolighed var et landsted på Østerbro i København, der var samlingssted for to salonkulturer i 1800-tallet: Først for familien Hegermann-Lindencrone og siden for den jødiske familie Melchior og dens omgangskreds. Landstedet huskes især som stedet, hvor H.C. Andersen tilbragte sine sidste leveår, og hvor han døde 1875. Huset lå ud for nutidens Gammel Kalkbrænderi Vej 16.

## Hegermann-Lindencrone-familien
Huset blev opført 1790-91 for vicerådmand og højesteretsadvokat Caspar Gottlob Schmidt, som i 1792 også oprettede ejendommen Rolighedsdal. Han døde i 1795 på Rolighed, der blev solgt til agent Søren Gyldendal, stifteren af den Gyldendalske Boghandel, som boede her til sin død 1802.
Louise Hegermann-Lindencrone og hendes mand, Johan Hendrik Hegermann-Lindencrone, erhvervede ejendommen fra Gyldendals enke, og dels her, dels i hovedstaden førte de til mandens død et yderst lykkeligt samliv, holdt desuden her salon i tidsrummet 1802-1849, som inddrog en lille udvalgt kreds, af hvis medlemmer kunne nævnes Adam Oehlenschläger, J.P. Mynster, Heinrich Steffens, F.C. Sibbern, B.S. Ingemann, M.F. Liebenberg, Andreas Saint-Aubain, Peder Hjort, Rudolph Bay, Abrahams og endelig "Yndlingen paa Rolighed", A.S. Ørsted.
Blandt gæsterne var også et barn, der senere skulle blive berømt, nemlig Helmuth Karl Bernhard von Moltke. I sin selvbiografi mindes den senere generalfeltmarskal med stor taknemmelighed familien Hegermann-Lindencrone, der med stor venlighed optog ham og hans ældre bror i familien. Begge legede om søndagene sammen med familiens tre sønner: "Omgangen med de ædle, fint dannede Medlemmer af denne Familie har virket velgørende paa hele min Udvikling".
Hørkræmmer Andreas M. Tvermoes ejede Rolighed fra 1850 til sin død i 1857.
Rolighed fremstod i denne periode som et enetages, hvidpudset hus med mansardtag.

## Melchior-familien
Fra 1860'erne og frem til Moritz G. Melchiors død i 1884 var huset om sommeren samlingspunkt for familierne Melchior og Henriques.
I 1869 fik huset en ombygning, der gav det sit karakteristiske udseende i Rosenborg-stil med tårn, vælske gavle og en stor havestue.
Parret Moritz og Dorothea Melchior hørte til H.C. Andersens bedste venner, og han tilbragte det meste af sine 10 sidste leveår hos dem, enten i deres lejlighed på 2. sal på Højbro Plads, hvor han om vinteren havde en fast maddag, eller på Rolighed, hvor han boede i sommerperioden. Han havde to værelser på Rolighed på 1. sal med en balkon ud mod Svanemøllebugten og Øresund. Det var også her, digteren døde efter et længere sygeleje 4. august 1875. Andre gæster var malerne Carl Bloch og F.C. Lund.
Moritz G. Melchiors bror Israel B. Melchior var amatørfotograf og har taget en lang række vellykkede fotografier af Andersen, selskabslivet på Rolighed og af huset og haven.
Rolighed blev revet ned i 1898 og i 1900 blev den nuværende etageejendom opført.
I 1927 blev der opsat en mindetavle:
"PAA DETTE STED LAA TIDLIGERE / [blad] LANDSTEDET "ROLIGHED" [blad] / HVOR DIGTEREN H. C. ANDERSEN DØDE / [løvværk] / MIT HJEM I HJEMMET, HVOR BAG HYLDENS HANG / MIT LIV FIK SOLSKIN OG MIN HARPE KLANG"
Mindetavlen refererer til det hyldestdigt til Rolighed og familien Melchior, som Andersen skrev i 1872 og udgav i Nye Æventyr og Historier:
Det gamle Kjøbenhavn groer over Volden,

Det kneiser ungt ud mod de aabne Søer,

Hvor "Rosenvænget" naaer til Øresund,

Og Konstner-Navne lyse ud i Verden.

Her trives Roserne. Det vilde Viinløv

Udfolder Efteraarets Farvepragt,

Mens bag Kastanietræer og Hyld og Popler

Et Hjem sig løfter, minderigt fra Fortid.

Her Sangen lød: "Eleonora Ulfeldt",

Her Tænkeren sad under Poppelpilen

Og lyttede til Aanden i Naturen.

Det Hjem er nu et lille "Rosenborg",

Med Taarn og med Altaner ud mod Sundet,

Hvor Malmø og Landskrona sees i Solskin

Og Tycho Brahes Ø og Gyldenlund.

I Karavane Skibe gaae forbi,

Slig Svaneflok, saa stor, kun sees i Sundet.

Naar saa i Aftnen Himlens Stjerner blinke,

Og Fyret fra "Trekroner" lyser vidt om,

Hvert Fartøi ude tænder sin Lanterne,

Troer man at see et festbelyst Venedig,

En svømmende, Illumineret By.

Dog skjønnest er her inden fire Vægge,

I Gjestfrihedens lykkelige Hjem.

Johannes Ewald sang udødeligt

Rungsteds Lyksalighed. O, havde han

I vor Tid levet og i dette Hjem,

I dette Hjerteslag, hos disse Venner,

Han havde sjunget da en deilig Sang

Om "Rolighed" og Rosenvængets Roser.

Mit Hjem i Hjemmet, hvor bag Hyldens Hang

Mit Liv fik Solskin og min Harpe Klang,

Dig bringer jeg taknemlig, glad min Sang!